# Martin Kinsley
Martin Kinsley, född 2 juni 1754 i Bridgewater i Massachusetts, död 20 juni 1835 i Roxbury i Massachusetts, var en amerikansk politiker (demokrat-republikan). Han var ledamot av USA:s representanthus 1819–1821.
Kinsley utexaminerades 1778 från Harvard. Han var verksam som domare och satt i båda kamrarna av Massachusetts lagstiftande församling innan han valdes till kongressen.